# Gde ste, moji srećni dani
Gde ste, moji srećni dani je prvi studijski album pevačice Merime Njegomir, nazvan po istoimenoj pesmi, koju je komponovao Predrag Živković Tozovac. Objavljen je oktobra 1981. godine u izdanju zagrebačkog Jugotona. Producenti albuma su Dragan Knežević i Slobodan Nikolić.

## Pesme na albumu
| Broj | Naziv                          | Muzika                   | Tekst                    | Aranžman                 |
| ---- | ------------------------------ | ------------------------ | ------------------------ | ------------------------ |
| 1.   | Gde ste, moji srećni dani      | Predrag Živković Tozovac | Predrag Živković Tozovac | Dragan Knežević          |
| 2.   | Pusta mladost meni ne da mira  | Jovan Popović            | Jovan Popović            | Dragan Knežević          |
| 3.   | Eh, što nisam zvezda sjajna    | Predrag Živković Tozovac | Predrag Živković Tozovac | Dragan Knežević          |
| 4.   | Umorno je srce moje            | Jovan Popović            | Jovan Popović            | Dragan Knežević          |
| 5.   | Za rastanak oboje smo krivi    | Predrag Živković Tozovac | Predrag Živković Tozovac | Predrag Živković Tozovac |
| 6.   | Uspomena još si samo           | Milutin Popović Zahar    | Dara Ružić               | Dragan Knežević          |
| 7.   | Kaleš, bre, Anđo               | narodna                  | narodni                  | Dragan Knežević          |
| 8.   | Ti pripadaš drugoj             | Radojka Živković         | Branko Milošević         | Radojka Živković         |
| 9.   | Lepa Mara                      | Radojka Živković         | Branko Milošević         | Borivoje Ilić            |
| 10.  | Srce moje, kad voliš što patiš | Predrag Živković Tozovac | Predrag Živković Tozovac | Predrag Živković Tozovac |

## Spoljašnje veze
- Gde ste, moji srećni dani na discogs.com